# Wuxi Shuofang Airport
De Wuxi Shuofang Airport, ook gekend als Sunan Shuofang International Airport, (Chinees: 无锡硕放机场, Hanyu pinyin: Wúxī Shuòfàng Jīchǎng) (IATA-code: WUX, ICAO-code: ZSWX) is een vliegveld in Shuofang, gelegen tussen Wuxi en Suzhou, aan het Taihumeer in de provincie Jiangsu in China. De luchthaven is een hub voor Riuli Airlines en een basis voor Shenzhen Airlines en China Eastern Airlines. In 2023 had Wuxi Shuofang Airport met 71.892 vliegbewegingen 8.797.707 passagiers en 125.555 ton cargo.
De luchthaven werd in 1955 gebouwd voor militair gebruik en commerciële vluchten begonnen pas in 2004. Wuxi Shuofang Airport heeft momenteel twee terminals, 23 boarding gates (T1 Terminal 1-12, T2 Terminal 13-23), 26 vliegtuigparkeerplaatsen en een 3.200 meter lange landingsbaan.
De luchthaven is de oostelijke terminus van lijn drie van de metro van Wuxi.